# キンブヒゴタイ
キンブヒゴタイ（金峰平江帯、学名：Saussurea kinbuensis）は、キク科トウヒレン属の多年草。

## 特徴
茎は直立し、高さは40-70cmになり、茎に翼があって、上部で1-4回分枝する。根出葉はふつう花時に存在しない。茎の下部につく葉の葉身は草質で、三角状卵形でほこ形、長さ4-12.5cm、幅4.5-5.5cm、先は尾状に長く伸び、基部は浅い心形になり、縁は浅く湾入するか粗い鋸歯縁になる。葉柄は長さ5.5-11.5cmになり、上部に幅の狭い翼がある。
花期は8-9月。頭状花序は散房状に3-9個、ときに20個がまばらにつき、頭花の径は約15mm、花柄は長さ1-2.5cmになる。総苞は緑色、長さ13-15mm、径5mmになる狭筒形になる。総苞片は8列あって斜上し、総苞外片は狭卵形で、先は糸状に細長く尾状に長く伸びる。頭花は筒状花のみからなり、花冠は淡紅紫色になる。

## 分布と生育環境
日本固有種。本州の奥秩父、御坂山地に分布し、山地から高山の灌木林の林縁や草地に生育する。

## 名前の由来
和名キンブヒゴタイは、「金峰平江帯」の意で、タイプ標本の採集地が奥秩父山塊の金峰山であることに由来する。植物学者中井猛之進による命名である。
種小名（種形容語）kinbuensis も金峰山による。

## 分類
中井猛之進 (1931) は、本種について「タカネヒゴタイ Saussurea kai-montana TAKEDA (1910)に似ている。しかし、葉はより幅広くかつ薄く、頭花には長い花柄があり、より小型である」の旨を記載している。

## ギャラリー

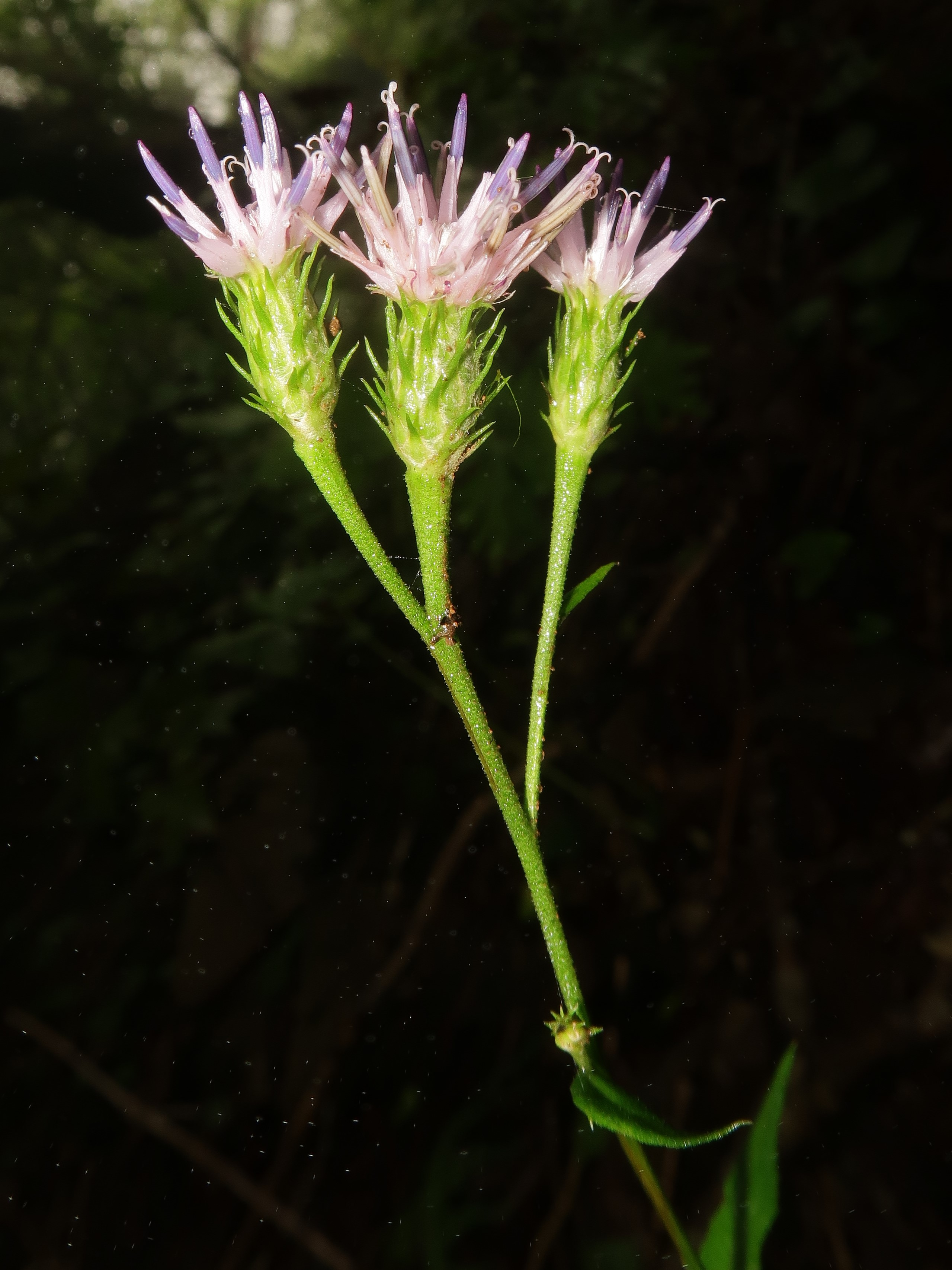
頭花は散房状に3-9個がまばらにつく。
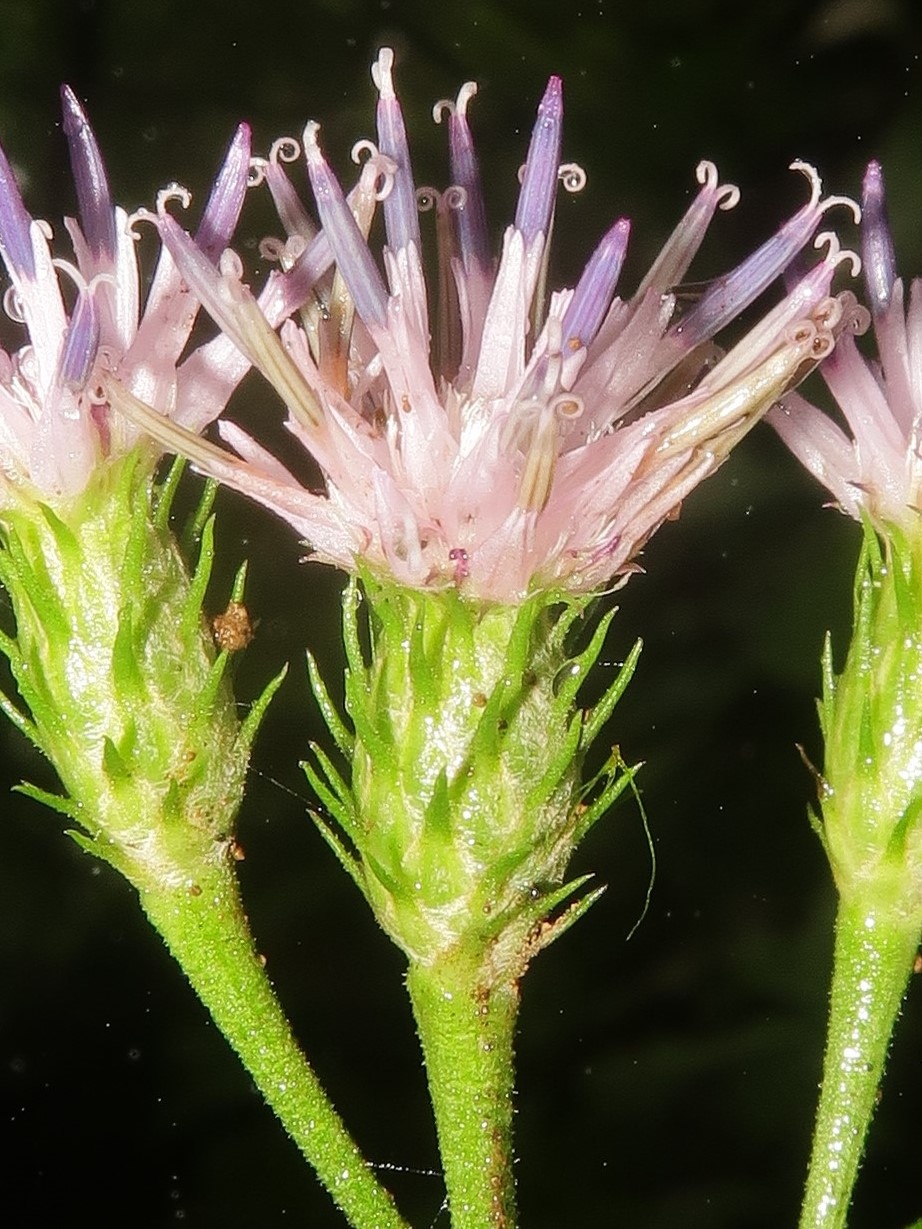
総苞は狭筒形で、総苞片は8列あって斜上し、総苞外片は狭卵形で、先は糸状に細長く尾状に長く伸びる。
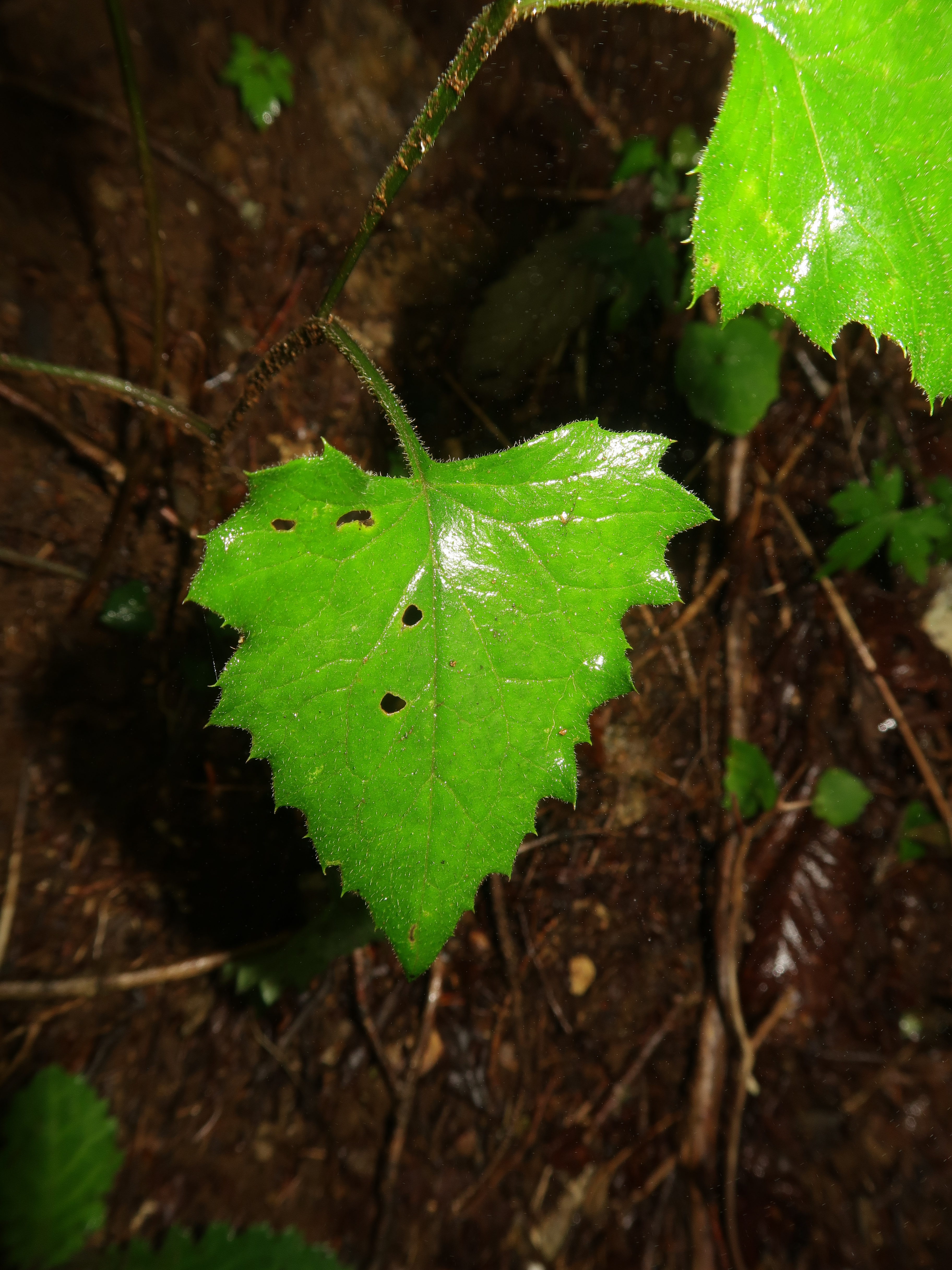
下部の葉の表面。三角状卵形でほこ形、先は尾状に長く伸び、基部は浅い心形になり、縁は粗い鋸歯縁になる。
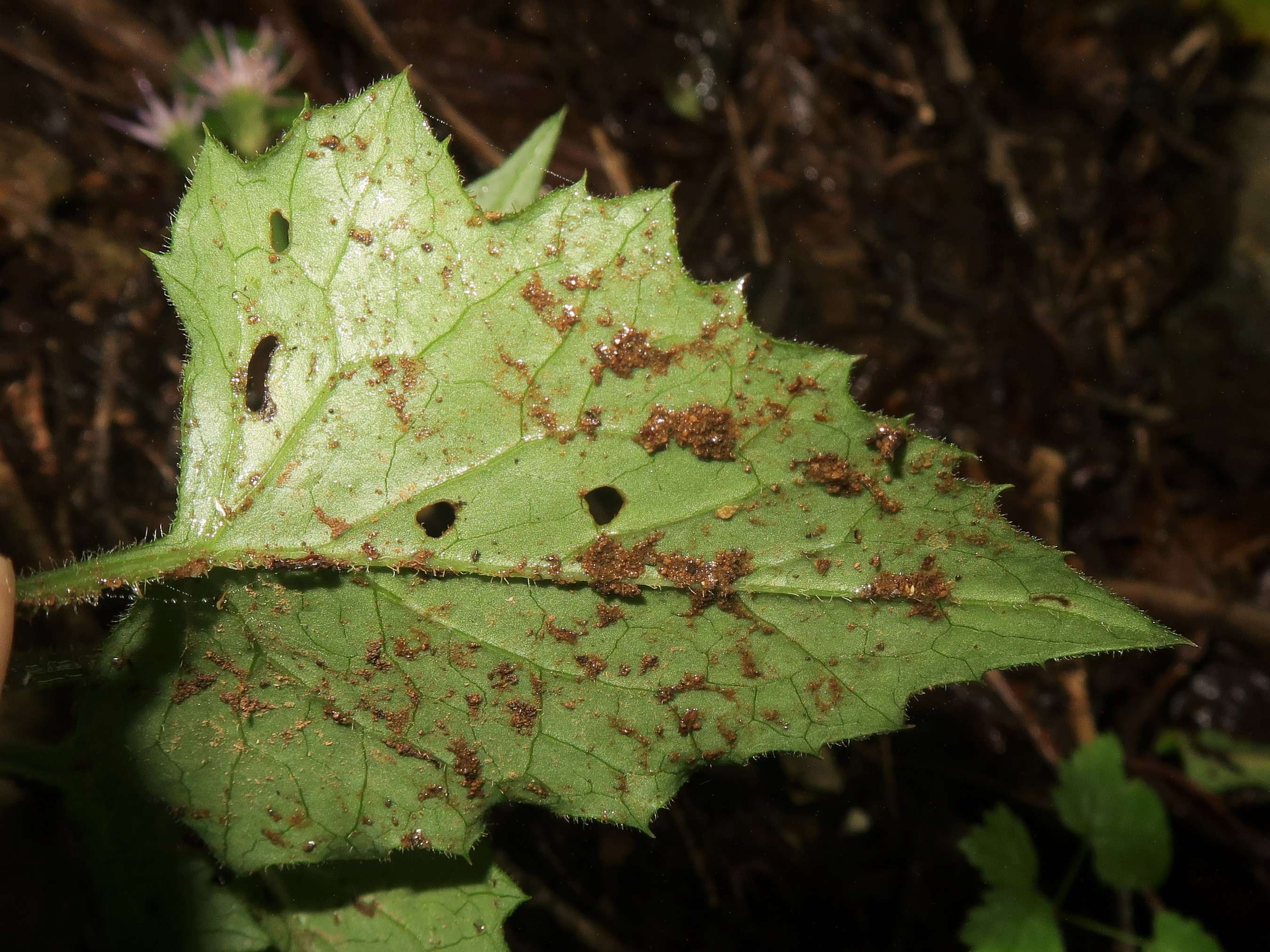
葉の裏面。